# Karl Koch (militair)
Karl Otto Koch (Darmstadt, 2 augustus 1897 - Buchenwald, 5 april 1945) was een Duitse officier en SS-Standartenführer (kolonel) tijdens de Tweede Wereldoorlog.
Hij was de eerste commandant van concentratiekamp Buchenwald (van 1937 tot 1941) en later van Majdanek, bij Lublin (in het zuidoosten van Polen).
Voordat Koch zich aansloot bij de nazi's was hij bankbediende. Als nazi ging hij aan het werk in concentratiekamp Sachsenhausen. Hier ontmoette hij in 1935 zijn latere vrouw Ilse Koch. In 1937 kreeg Koch de opdracht om concentratiekamp Buchenwald te laten bouwen. Hij werd de commandant van dit kamp. Samen met zijn vrouw martelde hij veel gevangenen. 
Volgens het Buchenwald-verslag werd Koch in augustus 1944 door de Gestapo opgepakt. Hij zou zich schuldig hebben gemaakt aan vervalsing, wanbeheer, verduistering en gezagsondermijning. De rechter van zijn zaak was een SS'er, Konrad Morgen. Koch werd schuldig bevonden en een week voordat de Amerikanen Buchenwald bevrijdden geëxecuteerd. Zijn vrouw werd na de oorlog opgepakt en berecht.

## Militaire loopbaan
- SS-Untersturmführer: 12 juni 1933[1]
- SS-Obersturmführer: 15 maart 1934[1]
- SS-Hauptsturmführer: 23 augustus 1934[1]
- SS-Sturmbannführer: 13 september 1935[2]
- SS-Obersturmbannführer: 9 november 1936[2]
- SS-Standartenführer: 12 september 1937[3]

## Lidmaatschapsnummers
- NSDAP-nr.: 475 586 (lid geworden 1 maart 1931)[1]
- SS-nr.: 14 830 (lid geworden september 1931)[1]

## Decoraties
- IJzeren Kruis 1914, 2e Klasse[3]
- Gewondeninsigne 1918 in zwart[3]
- SS-Ehrenring[1]
- Ehrendegen des Reichsführers-SS[2]
- Erekruis voor Frontstrijders in de Wereldoorlog[3]
- Landesorden[3]